# Ernest Benn Limited
Ernest Benn Limited a fost o editură britanică fondată în 1880 de Sir John Benn ca Benn Brothers. Ea a editat inițial revista economică The Cabinet Maker.
După ce Sir John Benn a fost ales în Parlament în 1892, el a cedat controlul companiei fiului său cel mai mare, Ernest, care a devenit director executiv și a început să publice mai multe reviste economice. În 1923 Ernest a schimbat numele firmei în Ernest Benn Limited. Cu toate acestea, numele Benn Brothers a fost ulterior reînviat odată cu înființarea Benn Brothers plc.
Benn l-a angajat Victor Gollancz în 1921. Gollancz a publicat o serie de cărți de artă de mare succes. Mai târziu, el i-a atras pe scriitorii Edith Nesbit, Robert W. Service și H. G. Wells.
Grație talentului de editor al lui Gollancz, cifra de afaceri a companiei a crescut de 100 de ori în următorii șapte ani. Benn nu a fost însă dispus să-i cedeze controlul companiei. Mai mult decât atât, Benn s-a orientat către dreapta politică, iar Gollancz către organizațiile de stânga. În 1927 Gollancz a părăsit compania pentru a-și fonda propria firmă, Victor Gollancz Limited.
În afară de cărțile individuale, Ernest Benn Limited este cunoscut pentru mai multe colecții:
- Sixpenny Library și Sixpenny Poets, cărți educaționale timpurii cu coperți broșate.[6]
- Blue Guides, ghiduri de călătorie
- New Mermaids, ediții moderne ale celor mai importante piese de teatru englezești
- Benn's Essex Library

Ernest Benn Ltd, împreună cu Benn Brothers plc și celelalte firme componente al Benn Group of Companies, a fost preluat de Extel Group în iunie 1983. Extel a fost preluat apoi de United Newspapers în 1987.